# Свинар Василь Андрійович
Васи́ль Андрі́йович Свинар — солдат Збройних сил України.
Доброволець, 128-а гірськопіхотна бригада. В жовтні 2014-го ніс службу на блокпосту під Дебальцевим.

## Нагороди
За особисту мужність і героїзм, виявлені у захисті державного суверенітету та територіальної цілісності України, вірність військовій присязі під час російсько-української війни нагороджений
- орденом «За мужність» III ступеня (26.2.2015).